# 雷德羅克鎮區 (愛荷華州馬里昂縣)
雷德羅克鎮區（英語：Red Rock Township）是位於美國愛荷華州馬里昂縣的一個行政鎮區。

## 地方資料
根據2010年美國人口普查的數據，雷德羅克鎮區的面積為150.12平方千米，當中陸地面積為148.98平方千米，而水域面積為1.14平方千米。當地共有人口596人，而人口密度為每平方千米3.97人。